# Bílé útesy doverské

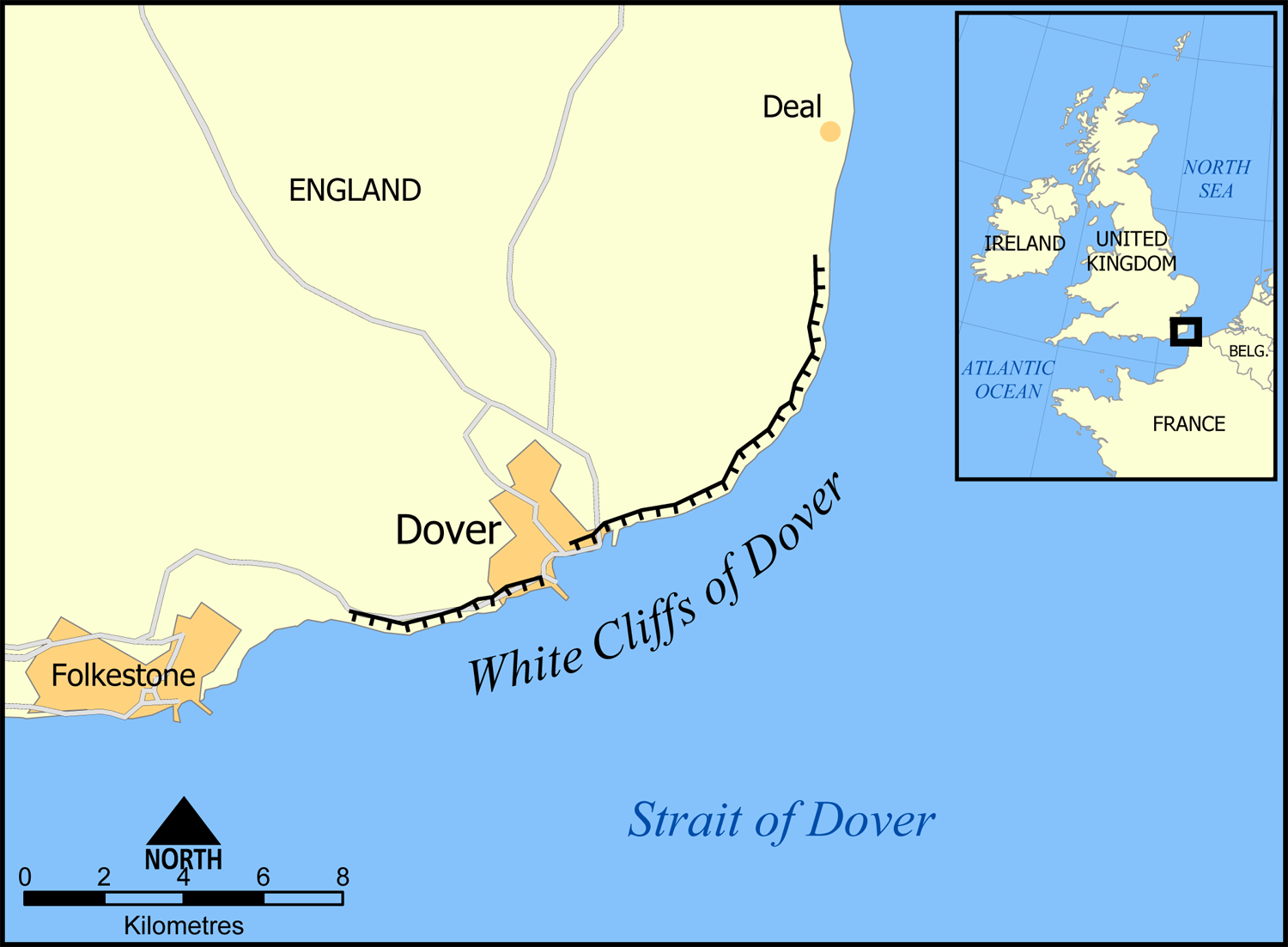
Mapa bílých doverských útesů

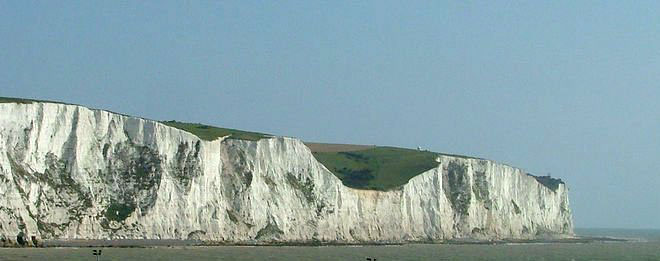
Bílé útesy v Doveru

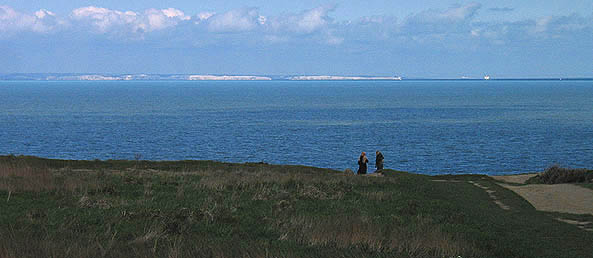
Bílé útesy v Doveru v pohledu přes Lamanšský průliv z Cap Gris Nez ve Francii

Bílé útesy doverské (anglicky White Cliffs of Dover) jsou proslulé útesy na britském pobřeží v hrabství Kent. Jsou asi 110 m vysoké. Rozkládají se v okolí Doveru mezi městy Folkestone na západě a Deal na východě. Nacházejí se na nejužším místě Lamanšského průlivu a od francouzského města Calais je dělí jen 34 km. Právě sem proto směřovali a směřují všichni, kdo se chtějí dostat z evropské pevniny na britské ostrovy, takže přestože se podobné útesy nacházejí i na jiných místech, nejznámější jsou ty poblíž Doveru. 

## Historie
Díky strategické poloze a zářivě bílé barvě byly útesy vyhlášené již v antice a patrně podle nich vznikl i původní název Anglie - Albion (z latinského alba - bílý).

## Geologie
Bílou barvu skal způsobuje jejich geologické složení - tvoří je čistá křída, místy obsahující valouny pazourku. Útesy jsou součástí kuestového hřbetu North Downs budovaného právě z bílé psací křídy a glaukonitických pískovců, který společně s protilehlým South Downs vytváří podloží jihovýchodního pobřeží Anglie. Zdejší horniny vznikaly na konci druhohor, ve svrchní křídě (zhruba před 70 miliony lety), kdy se na dně mělkého moře hromadily kalcitové schránky odumřelých mikroorganismů, zejména řas kokolitek. Obrovské množství těchto schránek, nahromaděné během tisíců let, vytvořilo desítky metrů mocné sedimenty. V současné době jsou strmé skalní stěny neustále narušované erozí, takže pomalu ustupují směrem do vnitrozemí a každoročně se zmenšují zhruba o centimetr. V březnu 2012 se rozsáhlá část jednoho z útesů zřítila do moře. K dalšímu zřícení došlo i o rok později v zátoce St. Margaret mezi Doverem a Dealem, skála sjela jen pár metrů od domu, který kdysi patřil tvůrci Jamese Bonda Ianu Flemingovi.
Specifické křídové prostředí, které popisovali učenci již v 16. století, obývá množství vápnomilných a slanomilných rostlin. Převážná část útesů je v majetku společnosti National Trust, která pozemky vykoupila, aby mohla pobřeží spravovat v souladu s přírodou a zpřístupnit jej veřejnosti.